# Fredegís de Tours
Fredegís de Tours o Fredegisus en llatí (mort el 834 a Tours) fou un clergue i lletrat del Renaixement carolingi, canceller de l'emperador Lluís I el Pietós.

## Elements biogràfics
Alumne d'Alcuí de York, seguí el seu mestre a la Schola palatina d'Aix-la-Chapelle, on es feu diaca. El 782 acompanyà Alcuí a la cort de Carlemany.
El 796 esdevingué abat de Saint-Martin de Tours, i el 804 succeí el seu mestre Alcuí com a abat.

## Obra
Deixà una obra filosòfica i teològica constituïda entre altres de poemes, i dues obres de caràcter epistolari, De substantia nihili et tenebrarum i Epistola de nihilo et tenebris, aquesta última tracta de l'obra del nominalista Agobard de Lió, i defensa contra ell l'existència real del no-res i de les tenebres.
Nihilo et tenebris, adreçada «a tots els fidels i a aquells que viuen al palau beneït del molt gentil príncep Carles» va ser probablement composta durant la seva estada a Tours. Tot comentant els primers versets del Gènesi, l'autor es pregunta si el no-res i les tenebres existeixen, si la Bíblia empra els termes del no-res i de tenebres, escriu, aquests mots han de correspondre a una realitat del nostre món. Aquesta qüestió forma part dels debats més animats del que s'anomena l'Acadèmia Palatina. Fredegís defensa aquesta tesi invocant l'autoritat dels Antics i la lògica. Les primeres frases d'aquest tractat mostren, tanmateix, que la qüestió era fortament debatuda a l'època. La carta de Fredegís recorre a la dialèctica, mecanisme que es fa eina de l'escolàstica amb els treballs de Pere Abelard, d'Alexandre de Hales i de Tomàs d'Aquino.
"Trobem un exemple interessant d'aquesta [confusió] en Fredegisus [sic], un alumne d'Alcuí, que va honrar Carles el Gran amb una epístola teològica 'De Nihilo et Tenebris [del no-res i les tenebres]', en la qual "Res" a partir del qual Déu va crear el món s'explica com una entitat realment existent, i això per la raó extremadament senzilla que cada nom es refereix a alguna cosa corresponent". D'aquesta manera, Fridugisus va confondre un nom (Res) que existia al seu cervell amb alguna cosa del món fora del seu cervell.